# بائيجان (لاريجان السفلي)
بائیجان (بالفارسية: بائیجان) هي قرية تقع في إيران في قسم لاریجان السفلی الريفي. يقدر عدد سكانها بـ 344 نسمة .